# گاو گوانگچانگ
گاو گوانگچانگ (انگلیسی: Guo Guangchang) (زاده ۱۹۶۷) کارآفرین، بازرگان و مدیر ارشد اجرایی چینی است، که در حال حاضر به‌عنوان رئیس هیئت مدیره شرکت فوسان فعالیت می‌کند.